# 打神鞭
打神鞭是在中國的神魔小說《封神演義》中姜尚所用的武器，「乃是元始天尊亲赐，长叁尺五寸六分，有二十一节，每一节有四道符印，共八十四道符印，打神鞭专打八部正神，打不得仙，打不得人」。